# Titularbistum Buthrotum
Buthrotum (italienisch Butrinto) ist ein Titularbistum der römisch-katholischen Kirche.
Es geht zurück auf einen untergegangenen Bischofssitz in der antiken Stadt Buthrotum im Süden Albaniens in der Nähe der heutigen Stadt Saranda in der Region Epirus. Es gehörte der Kirchenprovinz Actia Nicopolis an.
| Titularbischöfe von Buthrotum |                               |                                                                   |                   |                   |
| Nr.                           | Name                          | Amt                                                               | von               | bis               |
| 1                             | Louis-Bertrand Tirilly SS.CC. | Apostolischer Vikar von Marquesas-Inseln (Französisch-Polynesien) | 16. November 1953 | 21. Juni 1966     |
| 2                             | George Anthony Frendo OP      | Weihbischof in Tirana-Durrës (Albanien)                           | 7. Juli 2006      | 17. November 2016 |
| 3                             | Giovanni Salonia OFMCap       | Weihbischof in Palermo (Italien)                                  | 10. Februar 2017  | 27. April 2017    |
| 4                             | Zdenek Wasserbauer            | Weihbischof in Prag (Tschechien)                                  | 23. Januar 2018   |                   |